# Heřmanice u Oder
Heřmanice u Oder (německy Gross Hermsdorf) jsou obec, která se nachází v okrese Nový Jičín v Moravskoslezském kraji. Žije zde 362 obyvatel.

## Název
V písemných dokladech se od 15. do 17. století střídala jména Groß Hermsdorf (vzniklé z českého Heřmanice) a Petroňovice (německy Petroniowitz). Obě jména byla od původu pojmenováním obyvatel vsi (Heřmanici a Petroňovici) a znamenala "Heřmanovi lidé", "Petroňovi lidé". V 17. století se v úředních zápisech německé jméno ustálilo na Groß Hermsdorf (hovorově se však užívalo Petrowitz) a jeho vlivem v 19. století vzniklo nejprve české Velké Heřmánky, od roku 1921 Heřmanice, od roku 1955 s přívlastkem u Oder. Přívlastek Groß (Velké) sloužil k odlišení od sousedních mladších a menších Heřmánek.

## Historie
První písemná zmínka o obci pochází z roku 1374.

## Galerie

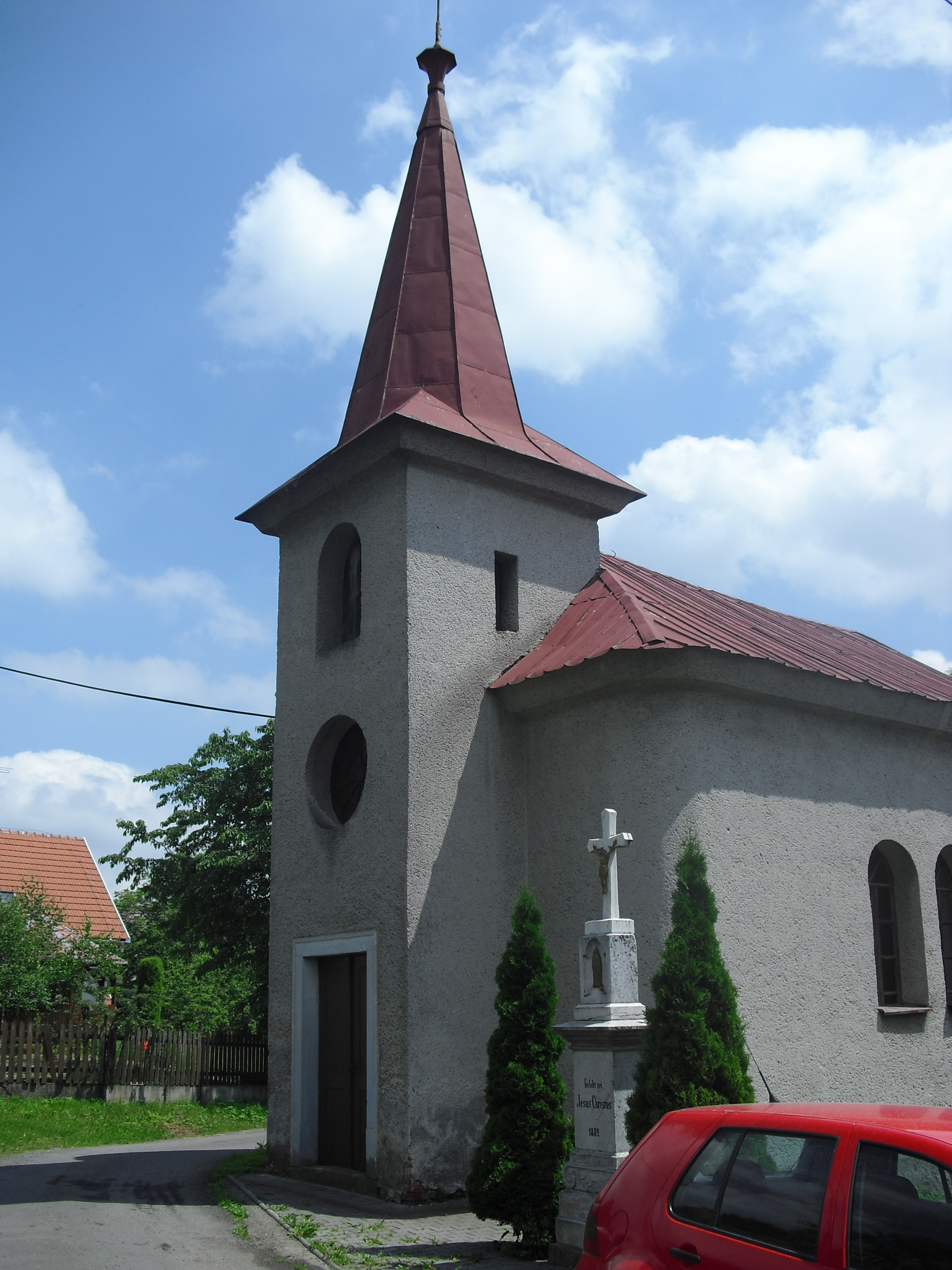
Kaple sv. Jana Nepomuckého
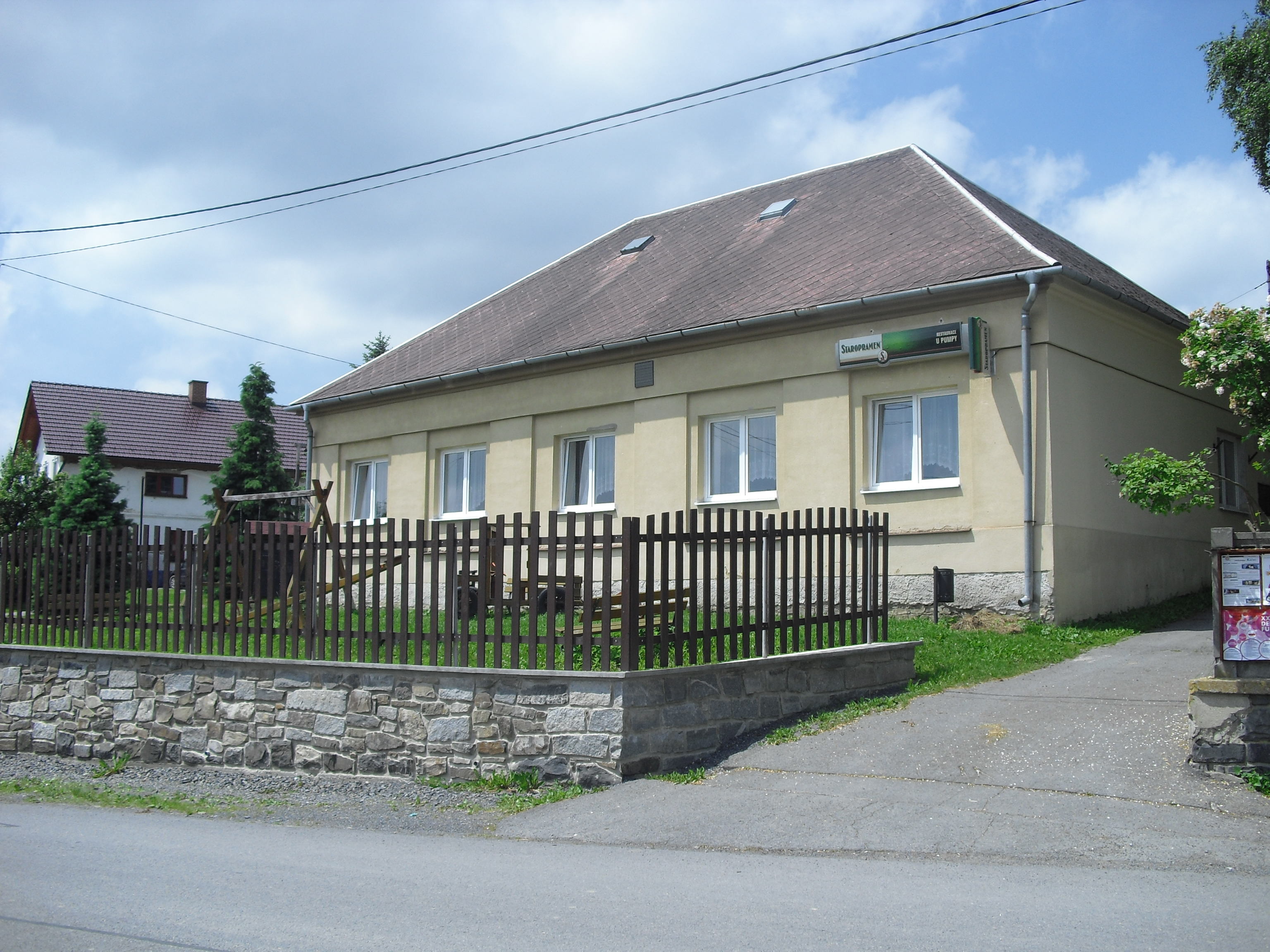
Hospoda
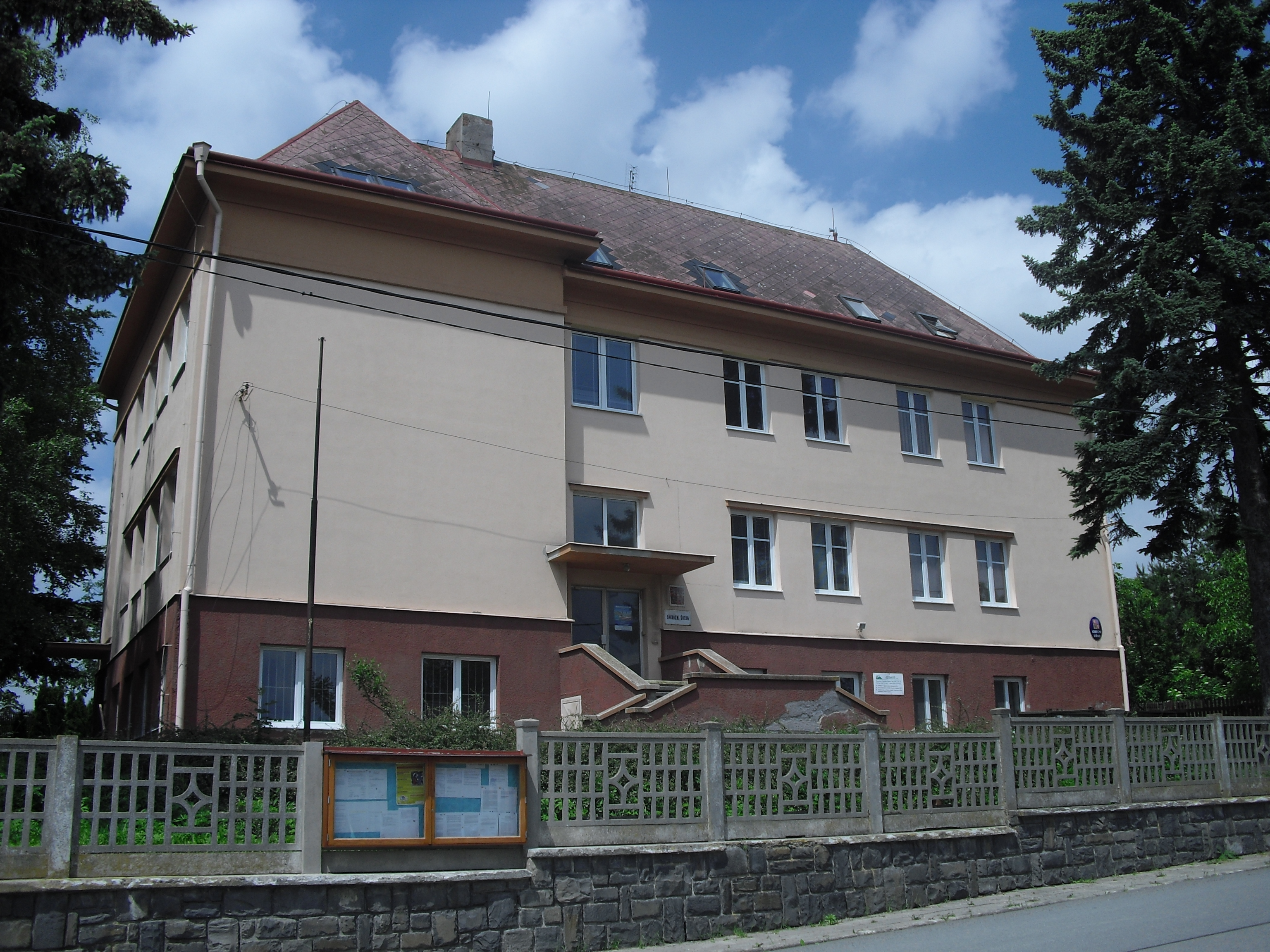
Obecní úřad
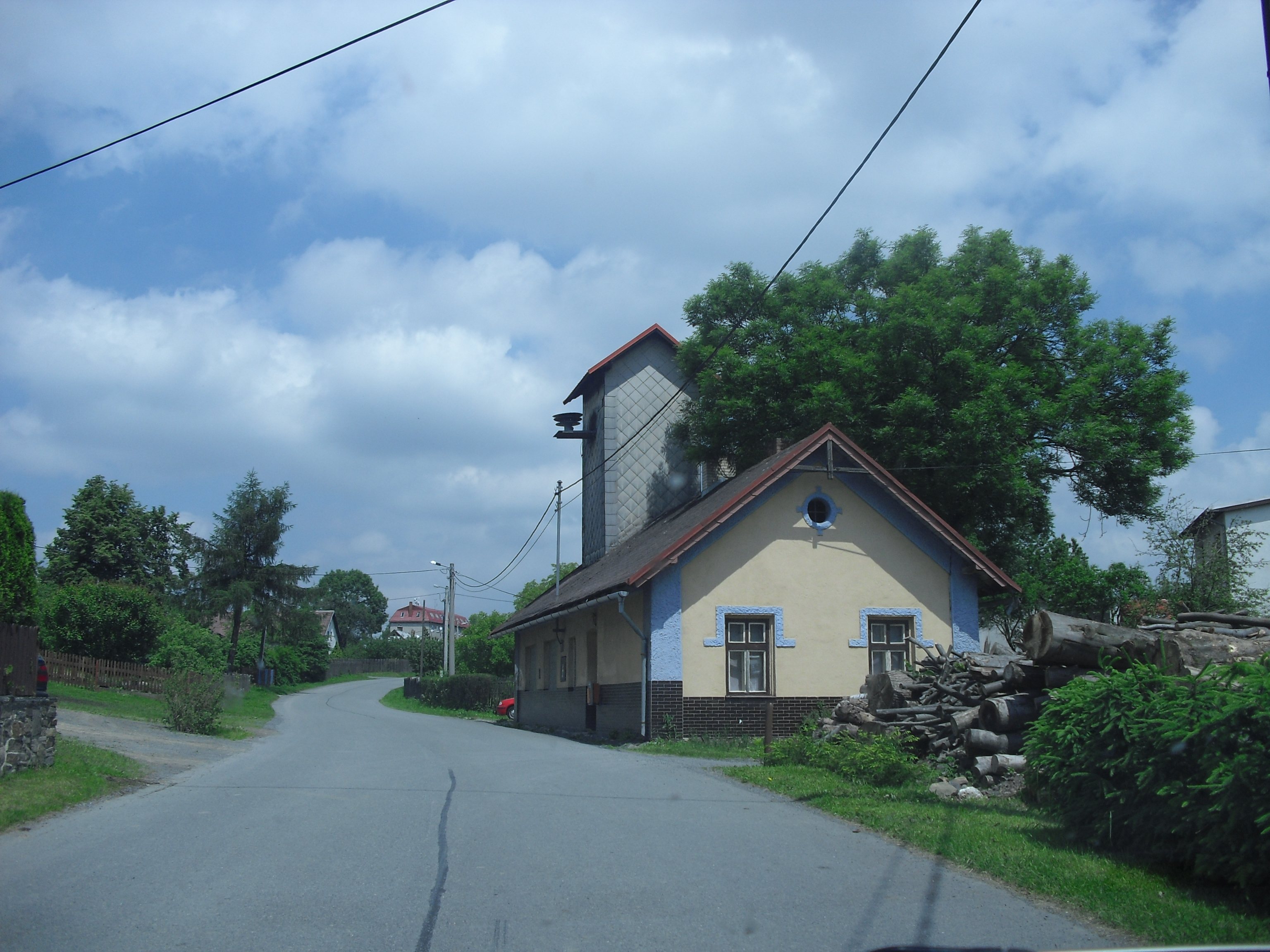
Hasičská zbrojnice

## Části obce
- Heřmanice u Oder
- Véska

## Obyvatelstvo

Věková struktura obyvatel obce Heřmanice u Oder roku 2011
Rodinný stav obyvatel obce Heřmanice u Oder roku 2011
Vzdělání obyvatel obce Heřmanice u Oder roku 2011